# Stefan Gullgren
Lars Stefan Gullgren född 8 november 1968 i Norrahammars församling, Jönköpings län, är en svensk diplomat. Han är sedan augusti 2023 Sveriges ambassadör i Storbritannien och Nordirland.

## Biografi
Mellan september 2017 och juli 2023 var Gullgren svensk Sveriges ambassadör i Polen. Åren 2008–2013 var han ambassadör i Kiev, Ukraina. Han har under många år tjänstgjort på Utrikesdepartementet och har bland annat varit minister och handelsattaché på ambassaden i Moskva och departementsråd och enhetschef för enheten för Östeuropa och Centralasien.